# Аустралија на Светском првенству у атлетици на отвореном 2011.
Аустралија је на 13. Светском првенству у атлетици на отвореном 2011. одржаном у Тегу од 27. августа до 4. септембра, учествовала тринаести пут, односно учествовала је на свим првенствиима до данас. Репрезентацију Аустралије представљао је 41 такмичар (26 мушкараца и 15 жена) који су се такмичили у 23. дисциплине (13 мушких и 10 женских).,
На овом првенству Аустралија је освојила три медаље, 1 златну и 2 сребрне. Поред тога два пута су постављени континентални и национални рекорди, 1 лични и 8 рекорда сезоне. Овим успехом Аустралијска атлетска репрезентација је у укупном пласману рангирана на 8 место од укупно 204 земље учеснице. У табели успешности према броју и пласману такмичара који су учествовали у финалним такмичењима (првих 8 такмичара) Аустралија је са 7 учесника у финалу заузела 12. место са 37 бодова.
| Плас. | Земља      | 1. место | 2. место | 3. место | 4. место | 5. место | 6. место | 7. место | 8. место | Бр. финал. | Бод. |
| ----- | ---------- | -------- | -------- | -------- | -------- | -------- | -------- | -------- | -------- | ---------- | ---- |
| 12.   | Аустралија | 1        | 2        | 0        | 1        | 2        | 0        | 1        | 0        | 7          | 37   |

Најуспешнија такмичарка Аустралије била је Сали Пирсон, која је у дисциплини трчања на 100 м са препонама освојила златну медаљу и два пута постављала нови континентални (ОКР) и национални рекорд у тој дисциплини.

## Селекција атлетичара
У припремама за Светско првенство објављено је неколико листа са различитим бројевима такмичара. Последња објављена 2. августа имала је завршну листу са 47 атлетичара. Међутим листа се опет смањује и коначна листа имала је 41 такмичара. Ово је разлика између пријављених дисциплина и учесника на та два списка.
| Легенда: | Укинуте дисциплине | Такмичили се у другој дисциплини |

|          | Дисциплина     | Атлетичари      |
| -------- | -------------- | --------------- |
| Мушкарци | 400 метара     | Шон Вро         |
| Мушкарци | 800 метара     | Џефри Рајзли    |
| Мушкарци | 10.000 метара  | Бен Сент Лоренс |
| Мушкарци | 4 x 100 метара | Liam Gander     |
| Мушкарци | 4 x 100 метара | Мичел Ват       |
| Мушкарци | 4 x 400 метара | Џон Стефенсен   |
| Мушкарци | 20 км ходање   | Лук Адамс       |
| Жене     | 100 метара     | Сали Пирсон     |
| Жене     | 4 x 100 метара | Laura Whaler    |
| Жене     | 4 x 400 метара | Tamsyn Manou    |
| Жене     | 4 x 400 метара | Хејли Батлер    |
| Жене     | 4 x 400 метара | Сали Пирсон     |

Поред ових измена у екипу су укључено и двоје спортиста који у учествовали у дисциплинама трка у инвалидским колицима: Ричард Колман, 400 м Т53 за мушкарце, а Медисон де Росарио, 800 м Т54 за жене.

## Учесници
| Мушкарци: - Рајан Грегсон — 1.500 м - Џефри Рајзли — 1.500 м - Колис Бирмингем — 5.000 м - Бен Сент Лоренс — 5.000 м - Крег Мотрам — 5.000 м - Џеф Хант — Маратон - Јусеф Абди — 3.000 м препреке - Ентони Алози — Штафета 4 х 100 метара - Мет Дејвис — Штафета 4 х 100 метара - Арон Руж Сере — Штафета 4 х 100 метара - Ајзек Нтиамоа — Штафета 4 х 100 метара - Бен Офераинс — Штафета 4 × 400 метара - Тристан Томас — Штафета 4 × 400 метара - Стивен Саломон — Штафета 4 × 400 метара - Шон Вро — Штафета 4 × 400 метара - Џаред Талент — 20 км ходање и 50 км ходање - Адам Рутер — 20 км ходање - Лук Адамс — 50 км ходање - Нејтан Дикс — 50 км ходање - Мичел Ват — Скок удаљ - Роберт Краутер — Скок удаљ - Фабрис Лапјер — Скок удаљ - Хенри Фрејн — Троскок - Стивен Хукер — Скок мотком - Бен Харадин — Бацање диска - Џерод Банистер — Бацање копља | Жене: - Кајла Макнајт — 1.500 м - Елоиз Велингс — 10.000 м - Сали Пирсон — 100 м препоне и Штафета 4 х 100 метара - Лорен Боден — 400 м препоне и Штафета 4 × 400 метара - Хејли Батлер — Штафета 4 х 100 метара - Мелиса Брин — Штафета 4 х 100 метара - Charlotte van Veenendaal — Штафета 4 х 100 метара - Caitlin Willis-Pincott — Штафета 4 × 400 метара - Кетлин Сарџент — Штафета 4 × 400 метара - Anneliese Rubie — Штафета 4 × 400 метара - Реган Ламбле — 20 км ходање - Клер Талент — 20 км ходање - Алана Бојд — Скок мотком - Дени Самјуелс — Бацање диска - Кимберли Микл — Бацање копља |  |

## Освајачи медаља (3)

### Злато (1)
- Сали Пирсон — 100 м препоне

### Сребро (2)
- Џаред Талент — 50 км ходање
- Мичел Ват — Скок удаљ

## Резултати

### Мушкарци
| Атлетичар       | Дисциплина       | Лични рекорд     | Група                     | Група                     | Полуфинале            | Полуфинале           | Финале                | Финале            | Детаљи |
| Атлетичар       | Дисциплина       | Лични рекорд     | Резултат                  | Место                     | Резултат              | Место                | Резултат              | Место             | Детаљи |
| --------------- | ---------------- | ---------------- | ------------------------- | ------------------------- | --------------------- | -------------------- | --------------------- | ----------------- | ------ |
| Рајан Грегсон   | 1.500 м          | 3:31,06 НР       | 3:40,01 кв                | 9 у гр. 3                 | 3:47,89               | 8. у пф. 1           | Није се квалификовао  | 20 / 38           |        |
| Џефри Рајзли    | 1.500 м          | 3:32,93          | 3:42,22                   | 7. у гр. 2                | Није се квалификовао  | Није се квалификовао | Није се квалификовао  | 28 / 37 (38)      |        |
| Крег Мотрам     | 5.000 м          | 12:55,76 НР      | 3:40,01                   | 13. у гр. 1               |                       |                      | Нису се квалификовали | 26 / 36 (38)      |        |
| Колис Бирмингем | 5.000 м          | 13:10,97         | 13:56,60                  | 10. у гр. 1               | 19 / 36 (38)          |                      | Нису се квалификовали |                   |        |
| Бен Сент Лоренс | 5.000 м          | 13:10,08         | 13:51,64                  | 11. у гр. 1               | 23 / 36 (38)          |                      | Нису се квалификовали |                   |        |
| Џеф Хант        | Маратон          | 2:11:00          |                           |                           |                       |                      | Није завршио трку     | Није завршио трку |        |
| Јусеф Абди      | 3.000 м препреке | 8:16,36          | 8:38,42                   | 8. у гр. 3                |                       |                      | Нису се квалификовали | 28 / 34 (35)      |        |
| Ентони Алози    | 4 х 100 м        | 38,17 НР         | 38,69 НРС                 | 4. у гр. 3                | 10 / 23               |                      | Нису се квалификовали |                   |        |
| Мет Дејвис      | 4 х 100 м        | 38,17 НР         | 38,69 НРС                 | 4. у гр. 3                | 10 / 23               |                      | Нису се квалификовали |                   |        |
| Арон Руж Сере   | 4 х 100 м        | 38,17 НР         | 38,69 НРС                 | 4. у гр. 3                | 10 / 23               |                      | Нису се квалификовали |                   |        |
| Ајзек Нтиамоа   | 4 х 100 м        | 38,17 НР         | 38,69 НРС                 | 4. у гр. 3                | 10 / 23               |                      | Нису се квалификовали |                   |        |
| Бен Офераинс    | 4 х 400 м        | 2:59,70 НР       | 3:01,56 НРС               | 5. у гр. 2                | 10 / 16               |                      | Нису се квалификовали |                   |        |
| Тристан Томас   | 4 х 400 м        | 2:59,70 НР       | 3:01,56 НРС               | 5. у гр. 2                | 10 / 16               |                      |                       |                   |        |
| Стивен Саломон  | 4 х 400 м        | 2:59,70 НР       | 3:01,56 НРС               | 5. у гр. 2                | 10 / 16               |                      |                       |                   |        |
| Шон Вро         | 4 х 400 м        | 2:59,70 НР       | 3:01,56 НРС               | 5. у гр. 2                | 10 / 16               |                      |                       |                   |        |
| Адам Рутер      | 20 км ходање     | 1:21:49          |                           |                           |                       |                      | Није завршио трку     | Није завршио трку |        |
| Џаред Талент    | 20 км ходање     | 1:19:15          | 1:25:25                   | 22 / 32 (46)              |                       |                      |                       |                   |        |
| Џаред Талент    | 50 км ходање     | 3:38:56          | 3:43:36 ЛРС               |                           |                       |                      |                       |                   |        |
| Лук Адамс       | 50 км ходање     | 3:43:39          | 3:45:41 ЛРС               | 5 / 24 (45)               |                       |                      |                       |                   |        |
| Нејтан Дикс     | 50 км ходање     | 3:35:47 НР       | Није завршио трку         | Није завршио трку         |                       |                      |                       |                   |        |
| Мичел Ват       | Скок удаљ        | 8,54 м (+1,7) НР | 8,15 КВ                   | 2 у гр. А                 |                       |                      | 8,33                  |                   |        |
| Фабрис Лапјер   | Скок удаљ        | 8,40             | 7,89                      | 10. у гр. Б               | Нису се квалификовали | 21 / 32 (36)         |                       |                   |        |
| Роберт Краутер  | Скок удаљ        | 8,12             | 7,74                      | 8. у гр. 3                | Нису се квалификовали | 24 / 36              |                       |                   |        |
| Хенри Фрејн     | Троскок          | 17,04            | 16,83 кв                  | 6. у гр. Б                | 16,78                 | 9 / 26 (31)          |                       |                   |        |
| Стивен Хукер    | Скок мотком      | 6,06 НР          | Три преступа нема пласман | Три преступа нема пласман | Није се квалификовао  | Није се квалификовао |                       |                   |        |
| Бен Харадин     | Бацање диска     | 66,45 НР         | 63,49 кв                  | 6. у гр. А                | 64,77                 | 5 / 30 (33)          |                       |                   |        |
| Џерод Банистер  | Бацање копља     | 89,02 НР         | 81,35 кв                  | 6. у гр. А                | 82,25 ЛРС             | 7 / 36 (37)          |                       |                   |        |

### Жене
| Атлетичарка              | Дисциплина    | Лични рекорд | Група           | Група           | Полуфинале    | Полуфинале   | Финале                | Финале       | Детаљи |
| Атлетичарка              | Дисциплина    | Лични рекорд | Резултат        | Место           | Резултат      | Место        | Резултат              | Место        | Детаљи |
| ------------------------ | ------------- | ------------ | --------------- | --------------- | ------------- | ------------ | --------------------- | ------------ | ------ |
| Кајла Макнајт            | 1.500 м       | 4:05,65      | 4:08,74         | 9. у гр. 3 кв   | 4:10,83       | 10. у гр. 1  | Није се квалификовала | 19 / 35      |        |
| Елоиз Велингс            | 10.000 м      | 31:41,31     | Није стартовала | Није стартовала |               |              | Нема пласман          | Нема пласман |        |
| Сали Пирсон              | 100 м препоне | 12,48 НР     | 12,53           | 1. у гр. 2 КВ   | 12,36 ОКР, НР | 1. у гр. 2   | 12,28 ОКР, НР         |              |        |
| Лорен Боден              | 400 м препоне | 55,25        | 55,78 ЛРС       | 4. у гр. 1 КВ   | 56,68         | 7. у гр. 3   | Није се квалификовала | 20 / 38      |        |
| Хејли Батлер             | 4 х 100 м     | 42,90 НР     | 43,79           | 4. у гр. 2      |               |              | Нису се квалификовали | 11 / 18 (21) |        |
| Мелиса Брин              | 4 х 100 м     | 42,90 НР     | 43,79           | 4. у гр. 2      |               |              | Нису се квалификовали | 11 / 18 (21) |        |
| Charlotte van Veenendaal | 4 х 100 м     | 42,90 НР     | 43,79           | 4. у гр. 2      |               |              | Нису се квалификовали | 11 / 18 (21) |        |
| Сали Пирсон              | 4 х 100 м     | 42,90 НР     | 43,79           | 4. у гр. 2      |               |              | Нису се квалификовали | 11 / 18 (21) |        |
| Кетлин Сарџент           | 4 х 400 м     | 3:23,81 НР   | 3:32,27 НРС     | 6. у гр. 1      | 16 / 20       |              | Нису се квалификовали |              |        |
| Caitlin Willis-Pincott   | 4 х 400 м     | 3:23,81 НР   | 3:32,27 НРС     | 6. у гр. 1      | 16 / 20       |              | Нису се квалификовали |              |        |
| Лорен Боден              | 4 х 400 м     | 3:23,81 НР   | 3:32,27 НРС     | 6. у гр. 1      | 16 / 20       |              | Нису се квалификовали |              |        |
| Anneliese Rubie          | 4 х 400 м     | 3:23,81 НР   | 3:32,27 НРС     | 6. у гр. 1      | 16 / 20       |              | Нису се квалификовали |              |        |
| Реган Ламбле             | 20 км ходање  | 1:31:39      |                 |                 |               |              | 1:33:38               | 12 / 37 (50) |        |
| Клер Талент              | 20 км ходање  | 1:32:02      | 1:34:46         | 18 / 37 (50)    |               |              |                       |              |        |
| Алана Бојд               | Скок мотком   | 4,60         | 4,59            | 6. у гр. А      |               |              | Није се квалификовала | 13-14 / 35   |        |
| Дени Самјуелс            | Бацање диска  | 65,84        | 60,05           | 6. у гр. А кв   | 59,14         | 10 / 23 (24) |                       |              |        |
| Кимберли Микл            | Бацање копља  | 63,82        | 60,50           | 4. у гр. Б кв   | 61,96         | 5 / 28       |                       |              |        |